# Gandrange
Gandrange – miejscowość i gmina we Francji, w regionie Grand Est, w departamencie Mozela.
Według danych na rok 1990 gminę zamieszkiwało 2 370 osób, a gęstość zaludnienia wynosiła 581 osób/km² (wśród 2335 gmin Lotaryngii Gandrange plasuje się na 183. miejscu pod względem liczby ludności, natomiast pod względem powierzchni na miejscu 1089.).